# Labeo boggut
Labeo boggut är en fiskart som först beskrevs av Sykes, 1839.  Labeo boggut ingår i släktet Labeo och familjen karpfiskar. IUCN kategoriserar arten globalt som livskraftig. Inga underarter finns listade i Catalogue of Life.